# Vandœuvre-lès-Nancy
Pour les articles homonymes, voir Vandœuvre et Nancy (homonymie).
Vandœuvre-lès-Nancy est la deuxième commune la plus peuplée de la Métropole du Grand Nancy et du département français de Meurthe-et-Moselle, en Lorraine et la quatorzième ville la plus peuplée de la région administrative Grand Est. Petit village jusqu'au XIXe siècle, Vandœuvre connaît après la Seconde Guerre mondiale une très forte croissance de sa population due à la périurbanisation. La ville abrite aujourd'hui nombre d'infrastructures de l'agglomération nancéienne (Campus Vélodrome de Nancy 1, CHU de Nancy, technopôle de Nancy-Brabois, parc des expositions de Nancy).
Les habitants sont appelés Vandopériens.

## Géographie

### Localisation
Vandœuvre-lès-Nancy se situe au sud-ouest de Nancy. Sa forme est très allongée d'est en ouest. L'ouest se termine sur un plateau culminant vers 400 mètres d'altitude, le plateau de Brabois, alors que l'est descend vers la vallée de la Meurthe vers 200 mètres d'altitude sans jamais l'atteindre.
Les coteaux et vergers faisant jonction entre le plateau et la vallée sont le site historique de la ville où se situe le vieux-village.
La ville abrite sur ses hauteurs le Technopôle de Nancy-Brabois, l'un des premiers à avoir été réalisé en France. Y sont concentrés des infrastructures hospitalières (le CHU de Nancy, le centre Alexis-Vautrin voué à la lutte contre le cancer), universitaires (université Henri-Poincaré, CNRS, IUT, INPL) et économiques (MGEN, IGN).
La partie basse de la ville, en contact avec Nancy, Villers-les-Nancy et Houdemont, est quant à elle beaucoup plus résidentielle.

### Communes limitrophes
Vandœuvre est limitrophe de 6 communes réparties comme suit :
| Villers-lès-Nancy | Nancy               | Jarville-la-Malgrange |
| Villers-lès-Nancy | Vandœuvre-lès-Nancy | Heillecourt           |
| Chavigny          | Houdemont           | Houdemont             |

### Transports en commun
Vandœuvre-lès-Nancy est reliée à l'ensemble de la métropole du Grand Nancy grâce aux lignes du réseau de transport de l'agglomération nancéienne appelé Réseau Stan :
- ligne T1 : Vandœuvre Brabois-Hôpitaux - Essey Mouzimpré ;
- Tempo 4 : Houdemont Porte Sud - Laxou Champ-le-Bœuf ;
- ligne Corol (ligne circulaire desservant Vandœuvre, Jarville, Nancy, Laxou, Villers) ;
- ligne 10 Sub : Vandœuvre brabois Santé - Pompey Fonds de Lavaux / Pompey Parc Eiffel ;
- ligne 100 Sub : Pont-St-Vincent / Chaligny Cap Filéo - Vandœuvre Brabois Santé / Villers Lycée Stanislas ;
- ligne 23 Sub : Saint-Nicolas-de-Port - Vandœuvre Vélodrome ;
- Ligne Brabois Express : Nancy Poirel - Vandœuvre brabois Santé
- ligne 11 : Vandœuvre Roberval / Nancy Artem - Saulxures Lorraine / Tomblaine Maria Deraismes ;
- ligne 17 : Villers Campus Sciences - Ludres Marvingt ;
- ligne 30 : Laneuveville Gare - Villers Campus Sciences ;
- ligne 50 (scolaire) : Ludres - Jarville Sion ;
- ligne 57 (scolaire) : Vandœuvre Haut de Penoy - Vélodrome ;
- ligne 66 (scolaire) : Villers Lycée Stanislas - Fléville ;
- ligne 14 Express : Ludres - Nancy Gare ;
- Résago 2 (service de transport à la demande) ;
- Citadine 2 (desserte du cœur de Vandœuvre-les-Nancy depuis Roberval).

### Hydrographie
La commune est dans le bassin versant du Rhin au sein du bassin Rhin-Meuse. Elle n'est drainée par aucun cours d'eau,.

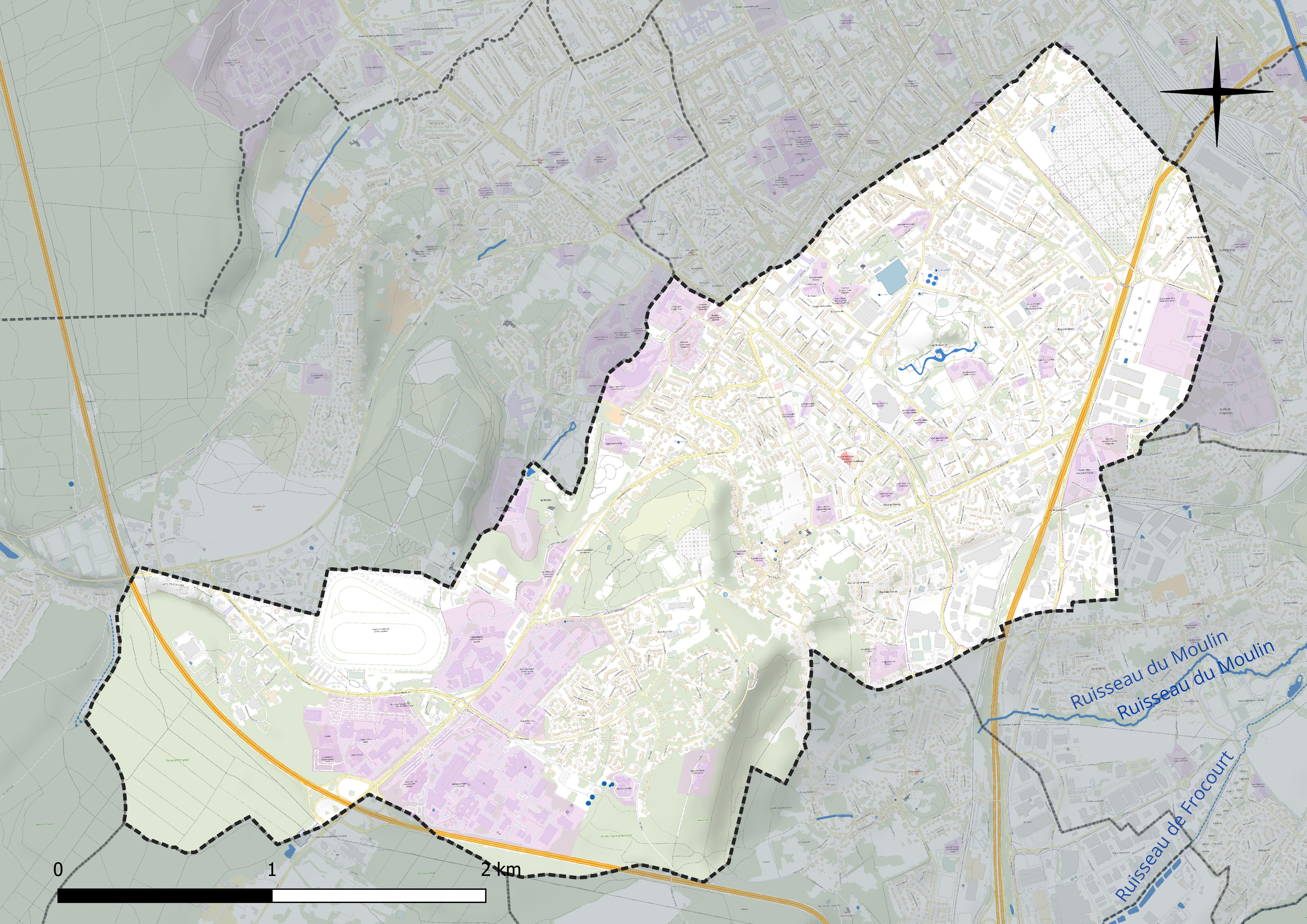
Réseau hydrographique de Vandœuvre-lès-Nancy.

### Climat
Pour des articles plus généraux, voir Climat du Grand Est et Climat de Meurthe-et-Moselle.
En 2010, le climat de la commune est de type climat des marges montargnardes, selon une étude du Centre national de la recherche scientifique s'appuyant sur une série de données couvrant la période 1971-2000. En 2020, Météo-France publie une typologie des climats de la France métropolitaine dans laquelle la commune est exposée à un climat semi-continental et est dans la région climatique  Lorraine, plateau de Langres, Morvan, caractérisée par un hiver rude (1,5 °C), des vents modérés et des brouillards fréquents en automne et hiver. 
Pour la période 1971-2000, la température annuelle moyenne est de 9,6 °C, avec une amplitude thermique annuelle de 16,8 °C. Le cumul annuel moyen de précipitations est de 821 mm, avec 12,3 jours de précipitations en janvier et 9,8 jours en juillet. Pour la période 1991-2020, la température moyenne annuelle observée sur la station météorologique de Météo-France la plus proche, « Nancy-Essey », sur la commune de Tomblaine à 5 km à vol d'oiseau, est de 11,0 °C et le cumul annuel moyen de précipitations est de 746,3 mm. 
La température maximale relevée sur cette station est de 40,1 °C, atteinte le 24 juillet 2019 ; la température minimale est de −24,8 °C, atteinte le 21 février 1956,,. 
| Mois                                  | jan.             | fév.             | mars             | avril           | mai             | juin           | jui.          | août           | sep.            | oct.            | nov.             | déc.             | année      |
| ------------------------------------- | ---------------- | ---------------- | ---------------- | --------------- | --------------- | -------------- | ------------- | -------------- | --------------- | --------------- | ---------------- | ---------------- | ---------- |
| Température minimale moyenne (°C)     | −0,2             | 0                | 2,1              | 4,5             | 8,7             | 12,2           | 14,2          | 13,9           | 10,2            | 7,1             | 3,4              | 1                | 6,4        |
| Température moyenne (°C)              | 2,6              | 3,5              | 6,9              | 10,2            | 14,2            | 17,9           | 20            | 19,6           | 15,6            | 11,3            | 6,4              | 3,5              | 11         |
| Température maximale moyenne (°C)     | 5,4              | 7,1              | 11,6             | 15,8            | 19,8            | 23,5           | 25,8          | 25,4           | 20,9            | 15,5            | 9,4              | 6                | 15,5       |
| Record de froid (°C) date du record   | −21,6 13.01.1968 | −24,8 21.02.1956 | −15,9 04.03.1965 | −6,8 02.04.1958 | −4,2 03.05.1960 | 1,6 05.06.1953 | 2 01.07.1962  | 2,8 26.08.1966 | −1,3 24.09.1948 | −7,9 27.10.1950 | −12,7 23.11.1998 | −21,3 30.12.1939 | −24,8 1956 |
| Record de chaleur (°C) date du record | 16,8 05.01.1999  | 20,8 27.02.19    | 26 31.03.21      | 29,3 18.04.1949 | 33 28.05.17     | 37,2 26.06.19  | 40,1 24.07.19 | 39,3 08.08.03  | 34,4 15.09.20   | 27,6 13.10.23   | 22,7 02.11.20    | 18,5 16.12.1989  | 40,1 2019  |
| Ensoleillement (h)                    | 524              | 801              | 1 396            | 1 812           | 2 056           | 2 235          | 2 348         | 2 194          | 1 719           | 1 046           | 521              | 432              | 17 083     |
| Précipitations (mm)                   | 64,4             | 54,8             | 54,1             | 44,3            | 67,9            | 56             | 63            | 67,2           | 61,1            | 66,5            | 68,9             | 78,1             | 746,3      |

| Diagramme climatique                                  |          |             |             |             |            |            |              |              |             |            |        |
| J                                                     | F        | M           | A           | M           | J          | J          | A            | S            | O           | N          | D      |
| 5,4−0,264,4                                           | 7,1054,8 | 11,62,154,1 | 15,84,544,3 | 19,88,767,9 | 23,512,256 | 25,814,263 | 25,413,967,2 | 20,910,261,1 | 15,57,166,5 | 9,43,468,9 | 6178,1 |
| Moyennes : • Temp. maxi et mini °C • Précipitation mm |          |             |             |             |            |            |              |              |             |            |        |

Les paramètres climatiques de la commune ont été estimés pour le milieu du siècle (2041-2070) selon différents scénarios d'émission de gaz à effet de serre à partir des nouvelles projections climatiques de référence DRIAS-2020. Ils sont consultables sur un site dédié publié par Météo-France en novembre 2022.

## Urbanisme

### Typologie
Au 1er janvier 2024, Vandœuvre-lès-Nancy est catégorisée grand centre urbain, selon la nouvelle grille communale de densité à sept niveaux définie par l'Insee en 2022.
Elle appartient à l'unité urbaine de Nancy, une agglomération intra-départementale regroupant 28  communes, dont elle est une commune de la banlieue,,. Par ailleurs la commune fait partie de l'aire d'attraction de Nancy, dont elle est une commune du pôle principal,. Cette aire, qui regroupe 353 communes, est catégorisée dans les aires de 200 000 à moins de 700 000 habitants,.

### Occupation des sols
L'occupation des sols de la commune, telle qu'elle ressort de la base de données européenne d’occupation biophysique des sols Corine Land Cover (CLC), est marquée par l'importance des territoires artificialisés (80 % en 2018), en augmentation par rapport à 1990 (78,7 %). La répartition détaillée en 2018 est la suivante : 
zones urbanisées (48,9 %), espaces verts artificialisés, non agricoles (17,9 %), forêts (14,2 %), zones industrielles ou commerciales et réseaux de communication (13,2 %), zones agricoles hétérogènes (3 %), milieux à végétation arbustive et/ou herbacée (2,7 %). L'évolution de l’occupation des sols de la commune et de ses infrastructures peut être observée sur les différentes représentations cartographiques du territoire : la carte de Cassini (XVIIIe siècle), la carte d'état-major (1820-1866) et les cartes ou photos aériennes de l'IGN pour la période actuelle (1950 à aujourd'hui).

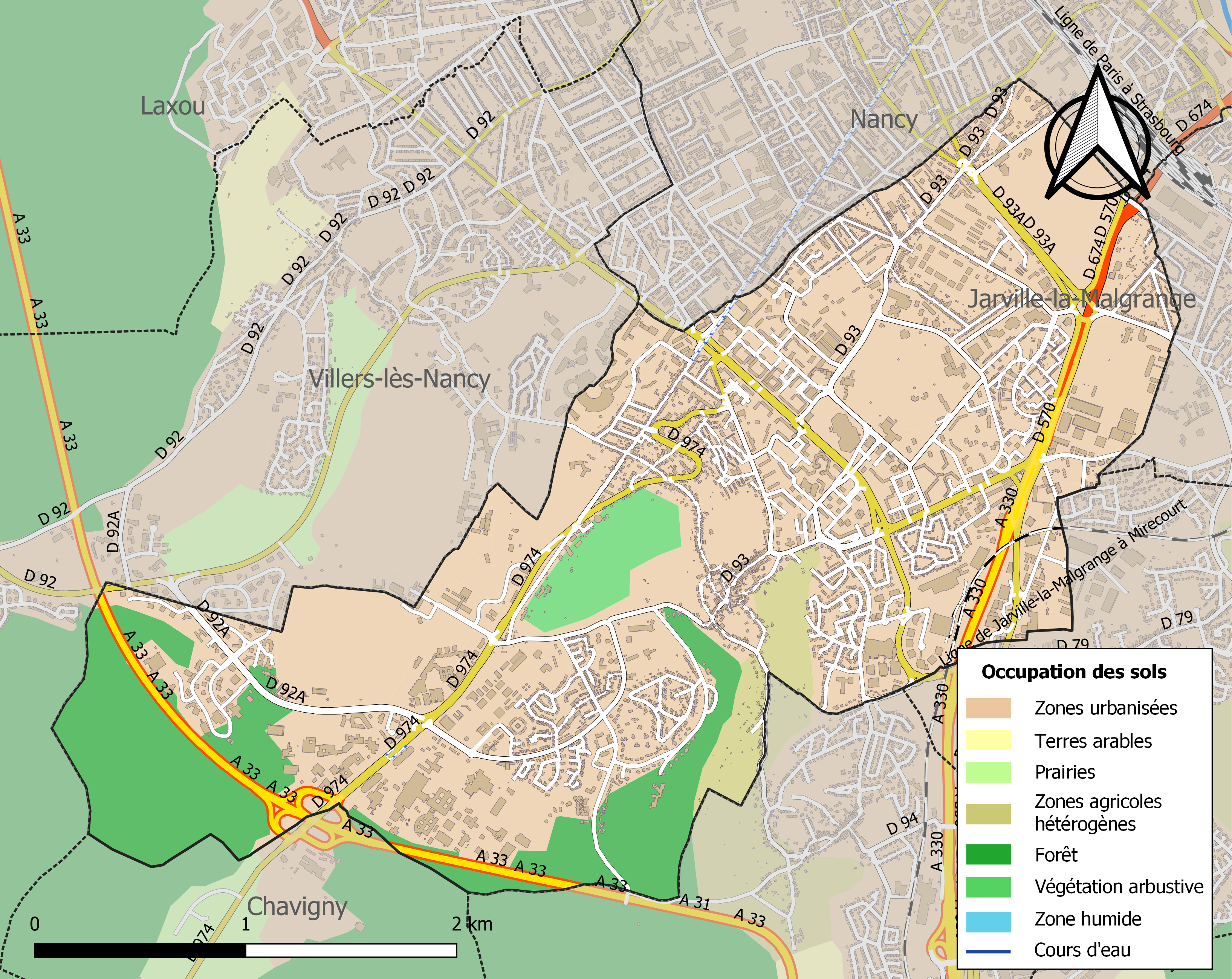
Carte des infrastructures et de l'occupation des sols de la commune en 2018 (CLC).

### Liste des différents quartiers

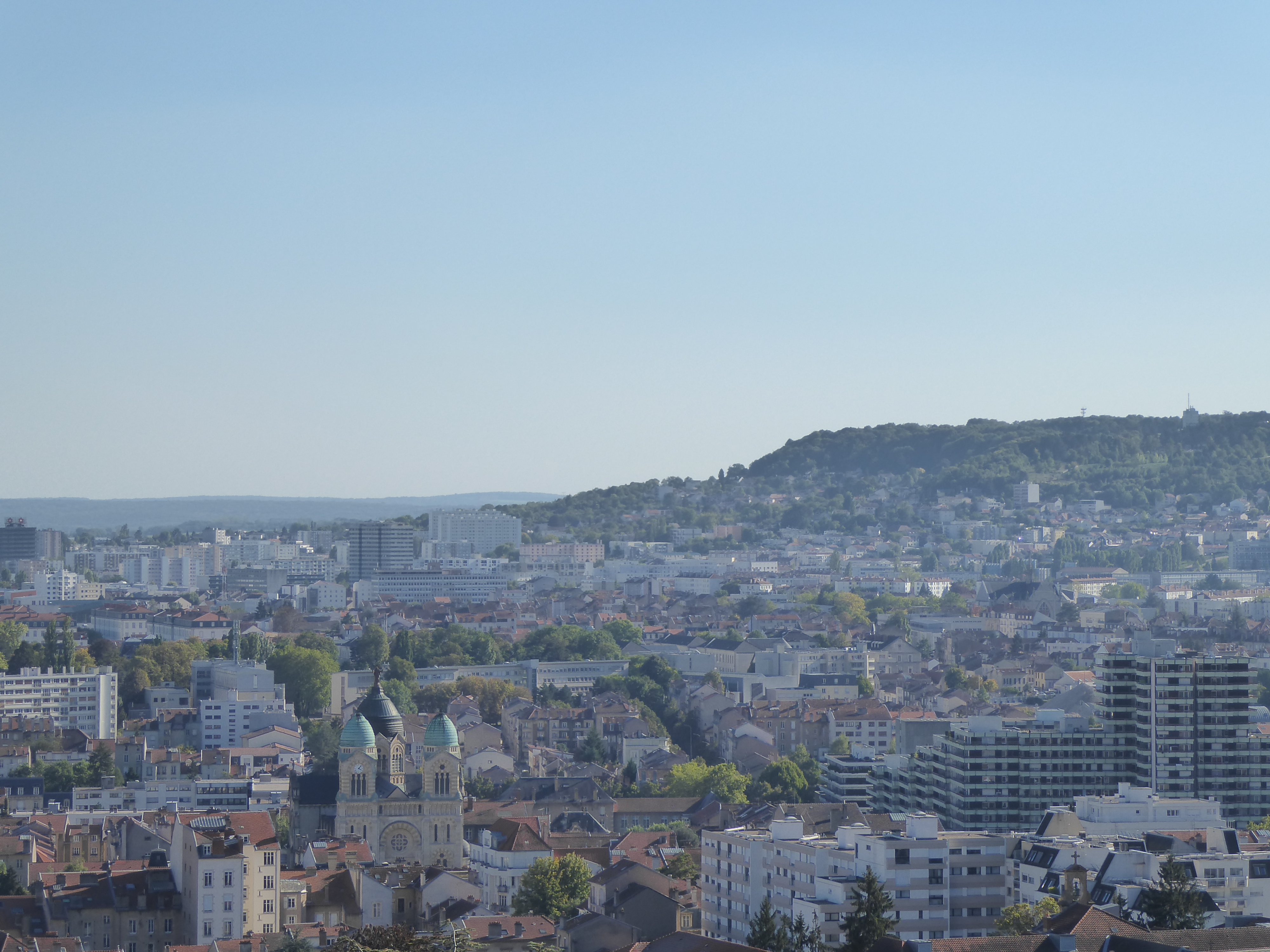
Panorama sur Nancy et Vandœuvre depuis le parc de la Cure d'Air à Nancy.

La Démocratie Participative de la mairie de Vandœuvre-lès-Nancy liste et décrit sur le site officiel les quartiers suivants :
- Biancamaria ;
- Brabois ;
- Brichambeau (construit à partir de 1953) ;
- Charmois ;
- Château d'Eau ;
- Cheminots Lorrains ;
- Embellie Mairie ;
- Étoile Forêt noire ;
- Haut de Penoy - Haut de Crévic - Parc Fleuri ;
- Lorraine Bel horizon - Hameau du Saule ;
- Louvain Nations ;
- Reclus ;
- Sainte Colette ;
- Square d'Oslo ;
- Tourtel ;
- Trèves Fribourg ;
- Vand'Est ;
- Village.

## Toponymie
Le nom de la localité est attesté sous les formes de Vindopera en 971, Vendopera au Xe siècle, Venduevre en 1289. Vandœuvre prend son nom actuel de Vandœuvre-lès-Nancy le 25 juin 1936,.
Vandœuvre correspond à un type toponymique commun dans l'ancienne Gaule et que l'on retrouve dans Vendeuvre-du-Poitou (Vienne, terra Vendobrie 973 - 974), Vendeuvre-sur-Barse (Aube, Vindovera, époque mérovingienne), Vendeuvre (Calvados, Vendevre 1195), etc.
Diverses hypothèses fantaisistes ont été proposées pour expliquer l'origine du nom de Vandœuvre, dont celle de *Vandalorum opus (littéralement en latin « ouvrage des Vandales »). Cette explication ancienne (1843) a été rejetée dès le XIXe siècle par les toponymistes. En effet, les formes anciennes des différents Vandœuvre / Vendeuvre ne présentent aucune ressemblance avec *Vandalorum. Le type toponymique gaulois *Vindobriga convient mieux phonétiquement, même s'il ne s'accorde pas avec l’opera des plus anciennes attestations, mais les toponymistes pensent que ce mot est une latinisation artificielle d'euvre / œuvre. *Vindobriga se compose des éléments gaulois vindo- « blanc » (cf. Vandières, Vandoise) et briga « colline, mont », puis « forteresse » (cf. Brie).
La préposition « lès » permet de signifier la proximité d'un lieu géographique par rapport à un autre lieu. En règle générale, il s'agit d'une localité qui tient à se situer par rapport à une ville voisine plus grande. Par exemple, la commune française de Vandœuvre indique qu'elle se situe près de Nancy.
En ce qui concerne le nom des habitants (gentilé) de Vandœuvre, les Vandopériens, il repose encore sur une mauvaise latinisation médiévale, comme c'est souvent le cas. En effet, Vindopera est construit sur le pendant latin, opera, du français œuvre.

## Histoire
Dès le néolithique une présence humaine régulière a lieu sur la côte du Montet et se poursuit jusqu'à l'époque mérovingienne à Brabois comme l'attestent plusieurs pièces trouvées par MM. Barthélemy, Bleicher et Guérin,.
La commune de Vandœuvre-lès-Nancy faisait partie de l'ancien duché de Lorraine : elle a dépendu de la prévôté et du bailliage de Nancy sous la coutume de Lorraine.
La localité de Vandœuvre est ancienne, car un seigneur de ce lieu, qui était comte de Toul au Xe siècle, possédait un château à Vandœuvre, il n'en reste cependant aucun vestige. Il y avait aussi dans cette commune, un prieuré dit de Saint-Melain, fondé par une dame de Vandœuvre. Celui-ci existait déjà au XIIe siècle, car il en est parlé vers 1150, dans le dénombrement des biens de l'abbaye de Cluny. Ce prieuré fut uni à la collégiale Saint-Georges de Nancy, le 29 novembre 1603.
Il y avait sur le territoire de Vandœuvre trois fiefs, dont l'un avait été érigé le 5 juillet 1736 par le duc François III, en faveur de Marc-Antoine. Ainsi que trois ermitages : du Reclus, de Brispané et de Notre-Dame-de-Consolation.

### Épisode de la bataille de Nancy
La bataille de Nancy, en 1477, se déroule en partie sur le bas de la commune de Vandœuvre.

### Époque contemporaine

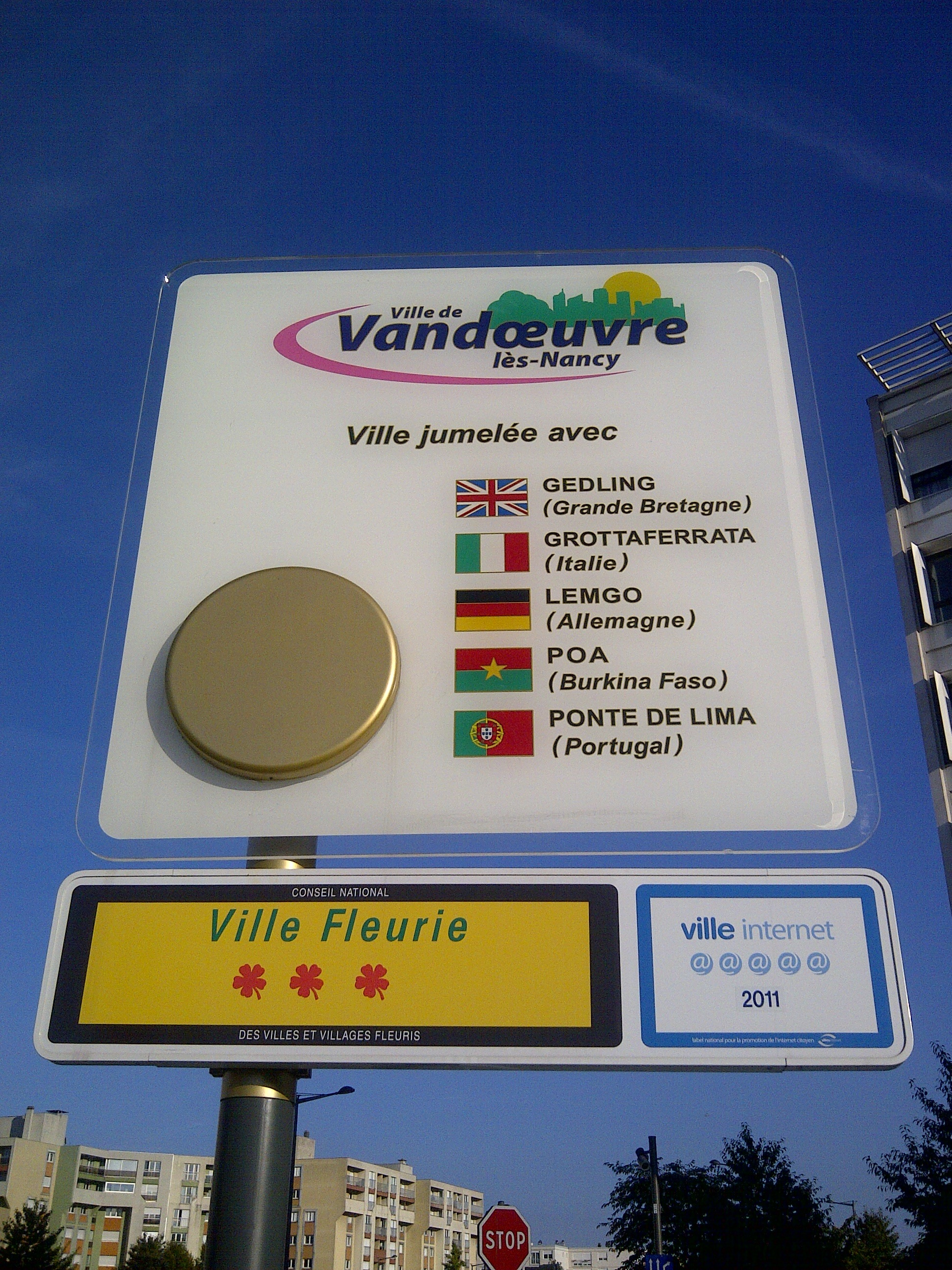
Panneau de la ville de Vandœuvre-lès-Nancy.

Au début du XXe siècle, c'est un village de vignerons situé sur les coteaux, caractérisé par ses rues pentues et ses caves solides donnant directement sur les chaussées (actuellement dénommé « Vieux-Vandœuvre »). En 1906 est construit un vélodrome, le long de la RN 74 (cet édifice n'existe plus).
La fin de la Seconde Guerre mondiale voit l'installation à proximité de l'actuelle usine des eaux d'une unité de DCA américaine chargée de défendre l'approche de l'aéroport de Nancy-Essey.
Les années 1950 voient la construction du lotissement de Brichambeau, sur un concept d'Henri Prouvé qui édifiera également l'église de ce lotissement.
La décision de construire une ZUP en 1957 va permettre à Vandœuvre de garder son indépendance vis-à-vis de Nancy qui voulait fusionner avec Vandœuvre. La ZUP, dont l'aménagement a été confié à l'architecte Henri-Jean Calsat, a été construite de manière que les différents quartiers de la ville, très disséminés, soient joints en une seule agglomération. Depuis 1989, un travail de réhabilitation et de modernisation de la ville a été entrepris.

## Politique et administration

### Tendances politiques et résultats
Lors du second tour de l'élection présidentielle à Vandœuvre-lès-Nancy, Emmanuel Macron (En Marche!) est en tête du scrutin, crédité de 73,01 % des suffrages. À la deuxième place Marine Le Pen (Front national) recueille quant à elle 26,99 % des voix.
Lors du premier tour de cette même élection, Emmanuel Macron (En Marche!) était également arrivé en première position avec 27,3 % des votes.
Sur l'ensemble des votants, 6,8 % ont voté blanc et 2,18 % ont voté nul.

### Budget et fiscalité

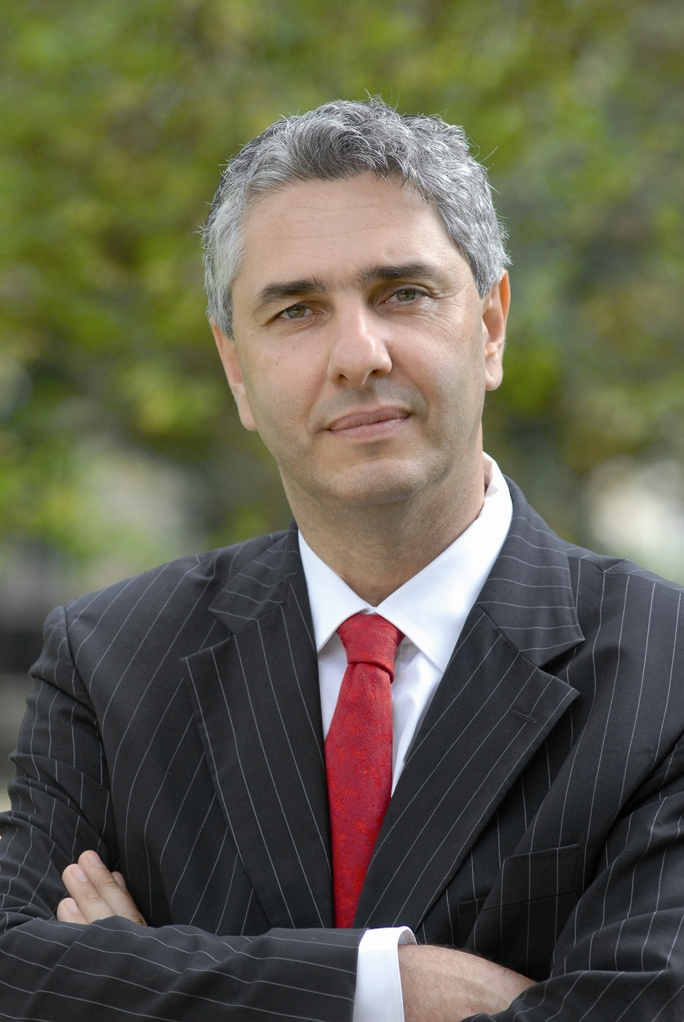
Stéphane Hablot, maire de 2008 à 2024.

En 2014, le budget de la commune était constitué ainsi :
- total des produits de fonctionnement : 34 642 000 €, soit 1 114 € par habitant ;
- total des charges de fonctionnement : 32 383 000 €, soit 1 041 € par habitant ;
- total des ressources d’investissement : 5 570 000 €, soit 179 € par habitant ;
- total des emplois d’investissement : 4 798 000 €, soit 154 € par habitant.
- endettement : 7 223 000 €, soit 232 € par habitant.

Avec les taux de fiscalité suivants :
- taxe d’habitation : 11,43 % ;
- taxe foncière sur les propriétés bâties : 12,03 % ;
- taxe foncière sur les propriétés non bâties : 12,08 % ;
- taxe additionnelle à la taxe foncière sur les propriétés non bâties : 0 % ;
- cotisation foncière des entreprises : 0 %.

### Jumelages
| Ville | Ville         | Pays | Pays         | Période     |
| ----- | ------------- | ---- | ------------ | ----------- |
|       | Gedling       |      | Royaume-Uni  |             |
|       | Grottaferrata |      | Italie       |             |
|       | Lemgo         |      | Allemagne    | depuis 1979 |
|       | Poa           |      | Burkina Faso |             |
|       | Ponte de Lima |      | Portugal     |             |

## Population et société

### Démographie

#### Évolution démographique
L'évolution du nombre d'habitants est connue à travers les recensements de la population effectués dans la commune depuis 1793. Pour les communes de plus de 10 000 habitants les recensements ont lieu chaque année à la suite d'une enquête par sondage auprès d'un échantillon d'adresses représentant 8 % de leurs logements, contrairement aux autres communes qui ont un recensement réel tous les cinq ans,.

En 2022, la commune comptait 29 697 habitants, en évolution de −1,61 % par rapport à 2016 (Meurthe-et-Moselle : −0,13 %, France hors Mayotte : +2,11 %).
| 1793 | 1800 | 1806 | 1821 | 1831 | 1836 | 1841 | 1846 | 1851 |
| ---- | ---- | ---- | ---- | ---- | ---- | ---- | ---- | ---- |
| 572  | 602  | 648  | 688  | 682  | 821  | 890  | 970  | 976  |

| 1856 | 1861 | 1872  | 1876  | 1881  | 1886  | 1891  | 1896  | 1901  |
| ---- | ---- | ----- | ----- | ----- | ----- | ----- | ----- | ----- |
| 953  | 995  | 1 136 | 1 247 | 1 327 | 1 301 | 1 959 | 2 110 | 2 232 |

| 1906  | 1911  | 1921  | 1926  | 1931  | 1936  | 1946  | 1954  | 1962   |
| ----- | ----- | ----- | ----- | ----- | ----- | ----- | ----- | ------ |
| 2 598 | 2 867 | 2 653 | 3 519 | 3 942 | 4 645 | 5 308 | 6 466 | 11 559 |

| 1968   | 1975   | 1982   | 1990   | 1999   | 2006   | 2011   | 2016   | 2021   |
| ------ | ------ | ------ | ------ | ------ | ------ | ------ | ------ | ------ |
| 19 686 | 33 909 | 33 682 | 34 105 | 32 048 | 31 447 | 30 646 | 30 182 | 29 537 |

| 2022   | - | - | - | - | - | - | - | - |
| ------ | - | - | - | - | - | - | - | - |
| 29 697 | - | - | - | - | - | - | - | - |

#### Pyramide des âges
La population de la commune est relativement jeune.En 2018, le taux de personnes d'un âge inférieur à 30 ans s'élève à 48,4 %, soit au-dessus de la moyenne départementale (36,8 %). À l'inverse, le taux de personnes d'âge supérieur à 60 ans est de 22,1 % la même année, alors qu'il est de 25,4 % au niveau départemental.
En 2018, la commune comptait 14 653 hommes pour 15 356 femmes, soit un taux de 51,17 % de femmes, légèrement inférieur au taux départemental (51,43 %).
Les pyramides des âges de la commune et du département s'établissent comme suit.
| Hommes | Classe d’âge | Femmes |
| ------ | ------------ | ------ |
| 0,5    | 90 ou +      | 1,6    |
| 5,4    | 75-89 ans    | 8,1    |
| 12,7   | 60-74 ans    | 15,8   |
| 14,2   | 45-59 ans    | 14,3   |
| 15,3   | 30-44 ans    | 15,3   |
| 35,5   | 15-29 ans    | 29,8   |
| 16,5   | 0-14 ans     | 15,1   |

| Hommes | Classe d’âge | Femmes |
| ------ | ------------ | ------ |
| 0,6    | 90 ou +      | 1,8    |
| 6,6    | 75-89 ans    | 9,3    |
| 16,2   | 60-74 ans    | 17,4   |
| 19,5   | 45-59 ans    | 18,9   |
| 18,9   | 30-44 ans    | 18     |
| 20,6   | 15-29 ans    | 18,9   |
| 17,6   | 0-14 ans     | 15,6   |

### Enseignement

#### Scolaire
| Écoles maternelles                                                                                                  | Écoles primaires                                                                                         | Collèges                              | Lycée            |
| --- | --- | ------------------------------------- | ---------------- |
| - Bellevue - Brossolette - Charmois - Jean-Macé - Paul-Bert - Jeanne-d'Arc - Europe-Nations - Brabois - Jean-Pompey | - Jules-Ferry - Brossolette - Charmois - Jean-Macé - Paul-Bert - Jeanne-d'Arc - Europe-Nations - Brabois | - Jacques-Callot - Simone-de-Beauvoir | - Jacques-Callot |

#### Recherche et enseignement supérieur
- CHRU Nancy Lorraine
- INIST.
- Université Henri-Poincaré.

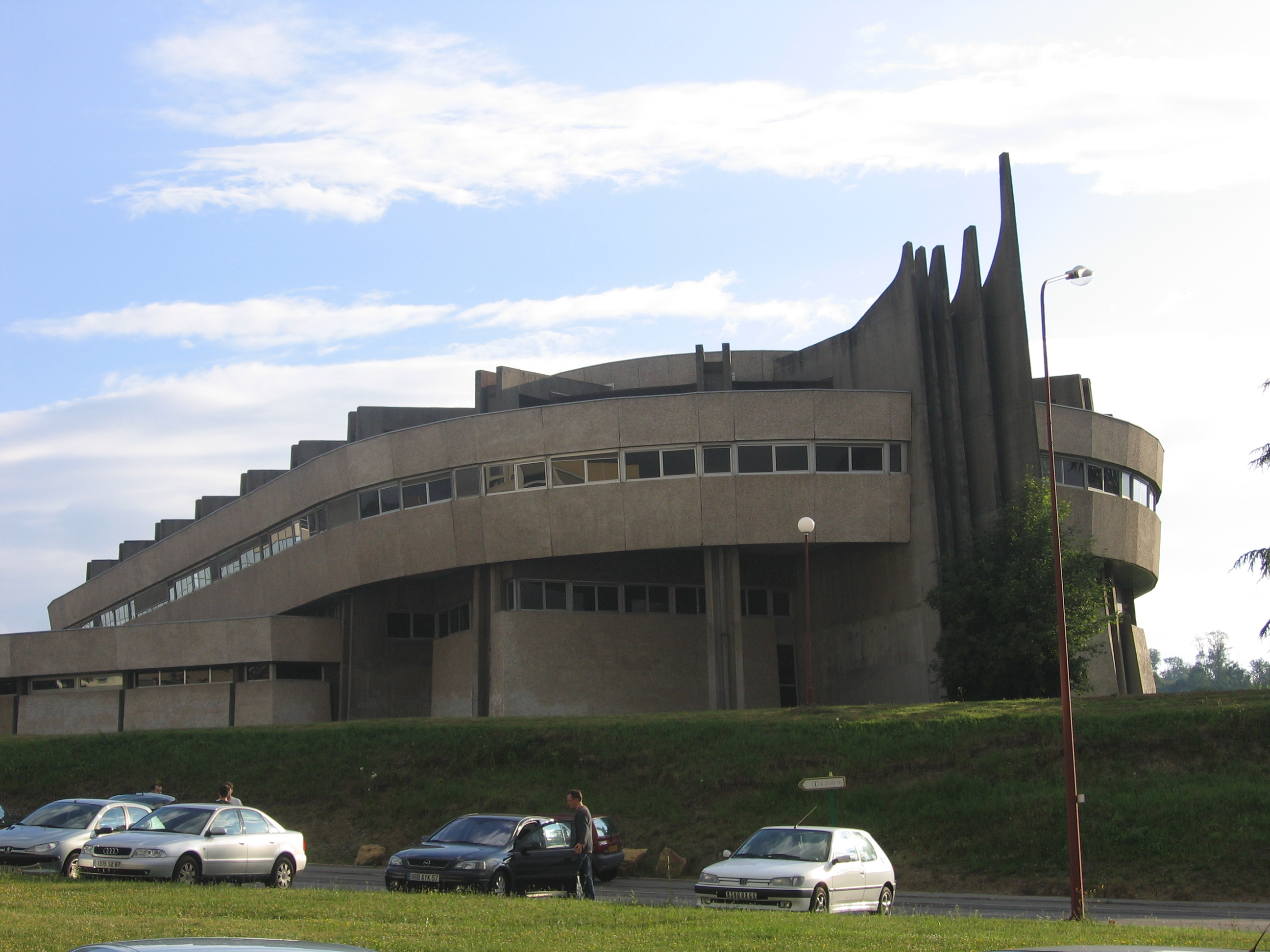
Campus de la faculté des sciences et techniques de l'université Henri-Poincaré.

- Laboratoire lorrain de recherche en informatique et ses applications (LORIA).
- Institut national de recherche et de sécurité.
- ENSEM (École nationale supérieure d'électricité et de mécanique).
- ENSAIA (École nationale supérieure d'agronomie et des industries alimentaires).
- ENSG (École nationale supérieure de géologie).
- ESSTIN (École supérieure des sciences et technologies de l'ingénieur).
- IFBM (Institut Français de la Brasserie et de la Malterie).
- Institut national de recherche en informatique et en automatique (INRIA), organisme public de recherche, voué aux sciences et technologies du numérique.
- Polytech Nancy (ex-ESSTIN)

## Économie

### Activités économiques
Le Technopôle de Nancy-Brabois est en partie sur le territoire de Vandœuvre-lès-Nancy.
- BRGM, Service Géologique Régional Lorraine.

La ville de Vandœuvre souhaite se positionner comme animateur des dispositifs existants sur son territoire en mettant en place une politique spécifique intitulée : « Plan local stratégique pour l’emploi et le développement économique ».

### Entreprises
1 334 entreprises sont implantées sur le territoire ainsi que 17 814 salariés.
Vandœuvre-lès-Nancy possède plusieurs zones d’activités d'une surface totale d’une centaine d’hectares dont 18,7 hectares de foncier disponible et 9 500 m2 de SHON libre.

#### Télévision
France 3 Lorraine se trouve à Vandoeuvre-lès-Nancy.

## Culture locale et patrimoine

### Lieux et monuments

#### Édifices civils
Divers :

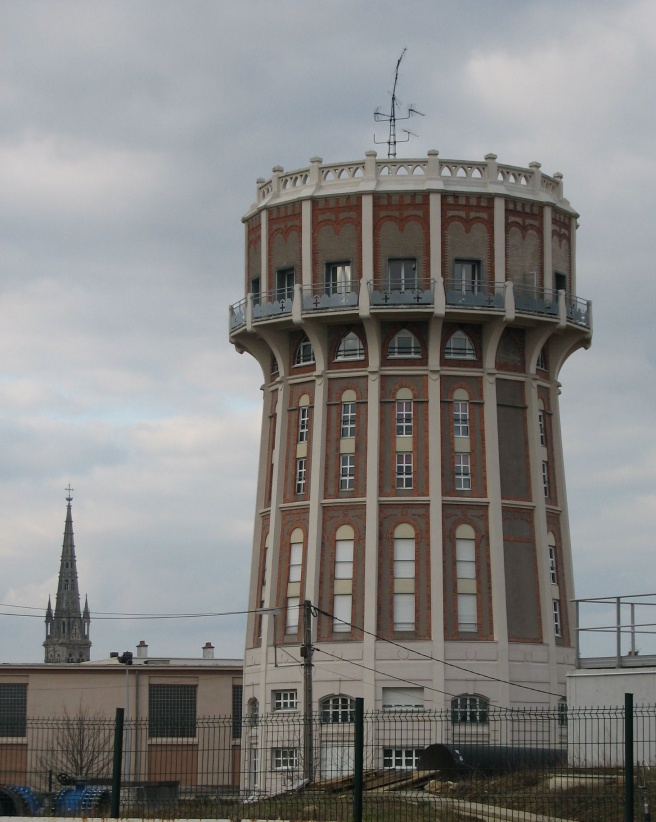
Château d'eau transformé en habitations.

- Château d'eau Saint-Charles transformé en immeuble d'habitation[44],[45].
- Usine de traitement des eaux Édouard Imbeaux, construite entre 1970 et 1985
- Le grand lavoir[46].

Parcs et châteaux :
- Château Anthoine du XVe siècle au XVIIIe siècle : deux tours d'angles, ailes en retour, escalier à cage vitrée, mur de clôture, jardin. Domaine d'une famille d'officiers ducaux. Le château est partiellement inscrit au titre des monuments historiques par arrêté du 4 avril 1996[47].
- Château de Brichambeau (XVIIe siècle), il fut abattu vers 1955 en raison d'une urbanisation galopante[48].
- Château du Charmois.
- Château du Montet en ruine en 1527, chapelle établie en 1533 reconstruite une deuxième fois en 1600 une troisième fois au XIXe siècle en style néo-gothique.
- Jardin botanique du Montet.
- Parc Richard-Pouille.
- Domaine du Charmois[49].

#### Édifices religieux
- Église Saint-Melaine (XVe et XVIe siècles) tour romane, nef XVIe siècle, chevet XVe siècle au [vieux village][50].
- Église moderne Saint-François d'Assise, œuvre d'Henri Prouvé, inscrite au titre des monuments historiques par arrêté du 21 septembre 2012[51].
- Église moderne Sainte-Bernadette, construite à la fin des années 1950.
- Chapelle Notre-Dame-des-Pauvres (1953), lieu de pèlerinage[52].
- Chapelle Sainte-Claire 1960 (monastère des Clarisses)[53].
- Chapelle au centre hospitalier universitaire de (Brabois)
- Chapelle du lycée de la Malgrange (ban de Vandœuvre-lès-Nancy)
- Église évangélique, rue du Général-Frère.

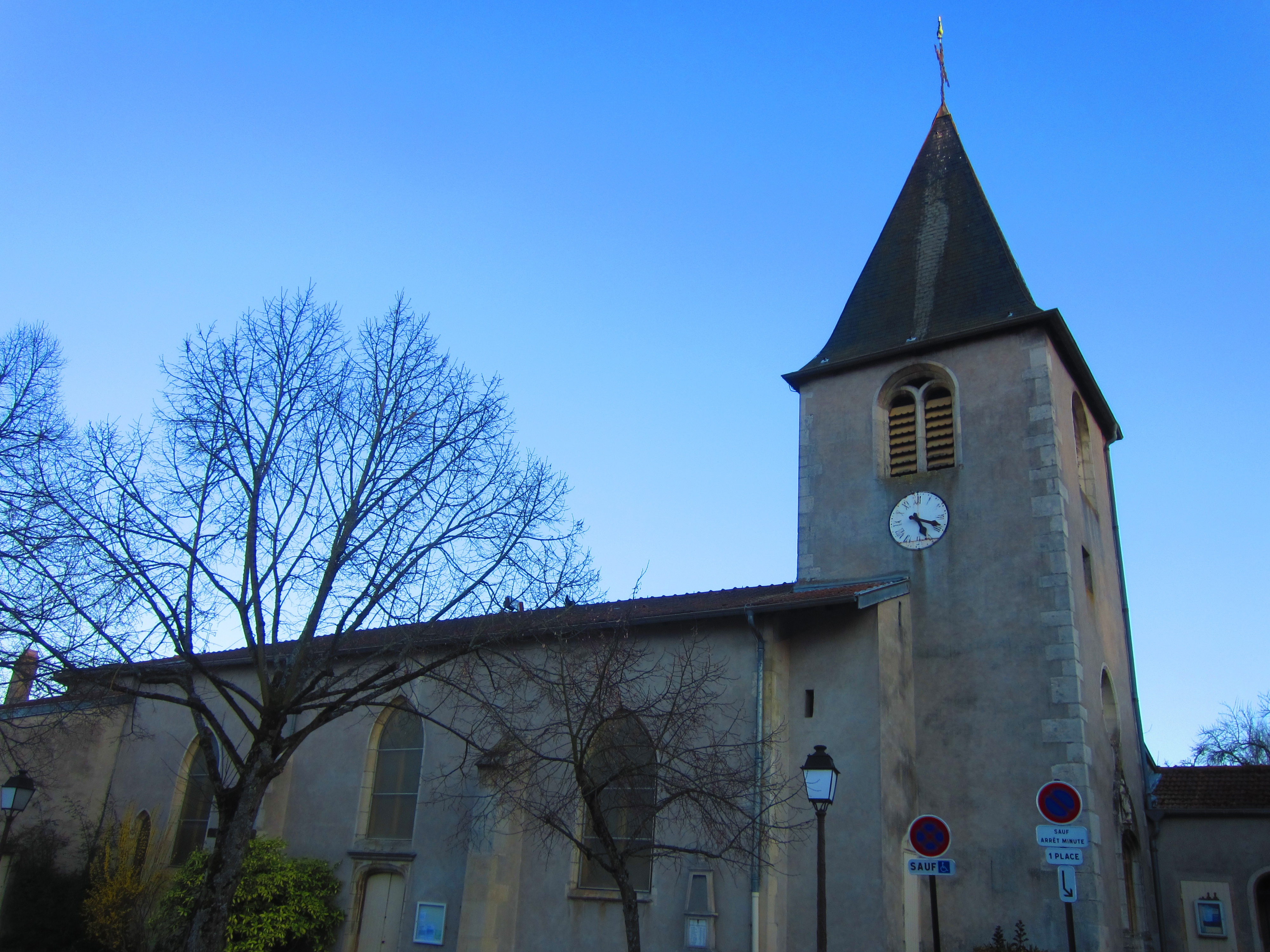
Église Saint-Melaine.
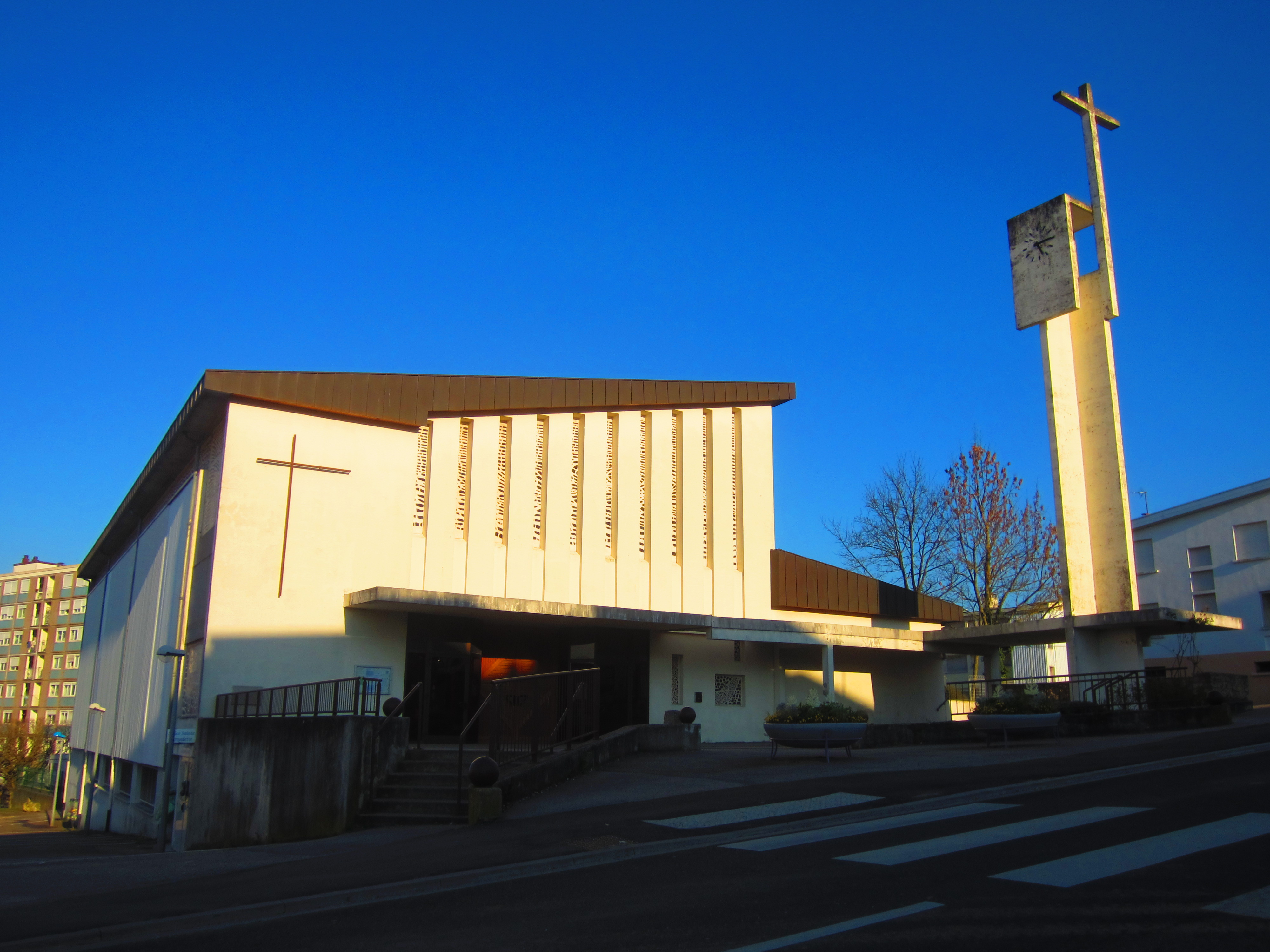
Église Sainte-Bernadette.
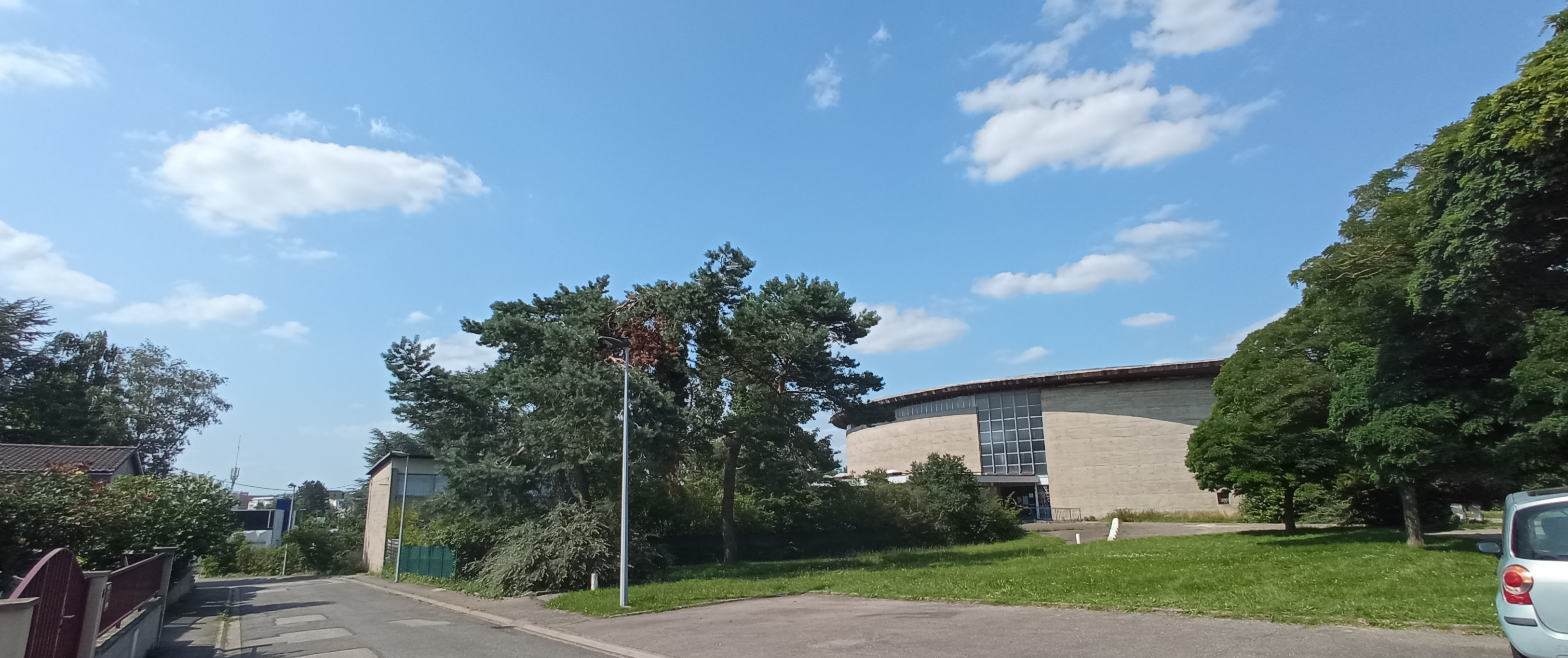
Église Saint-François.
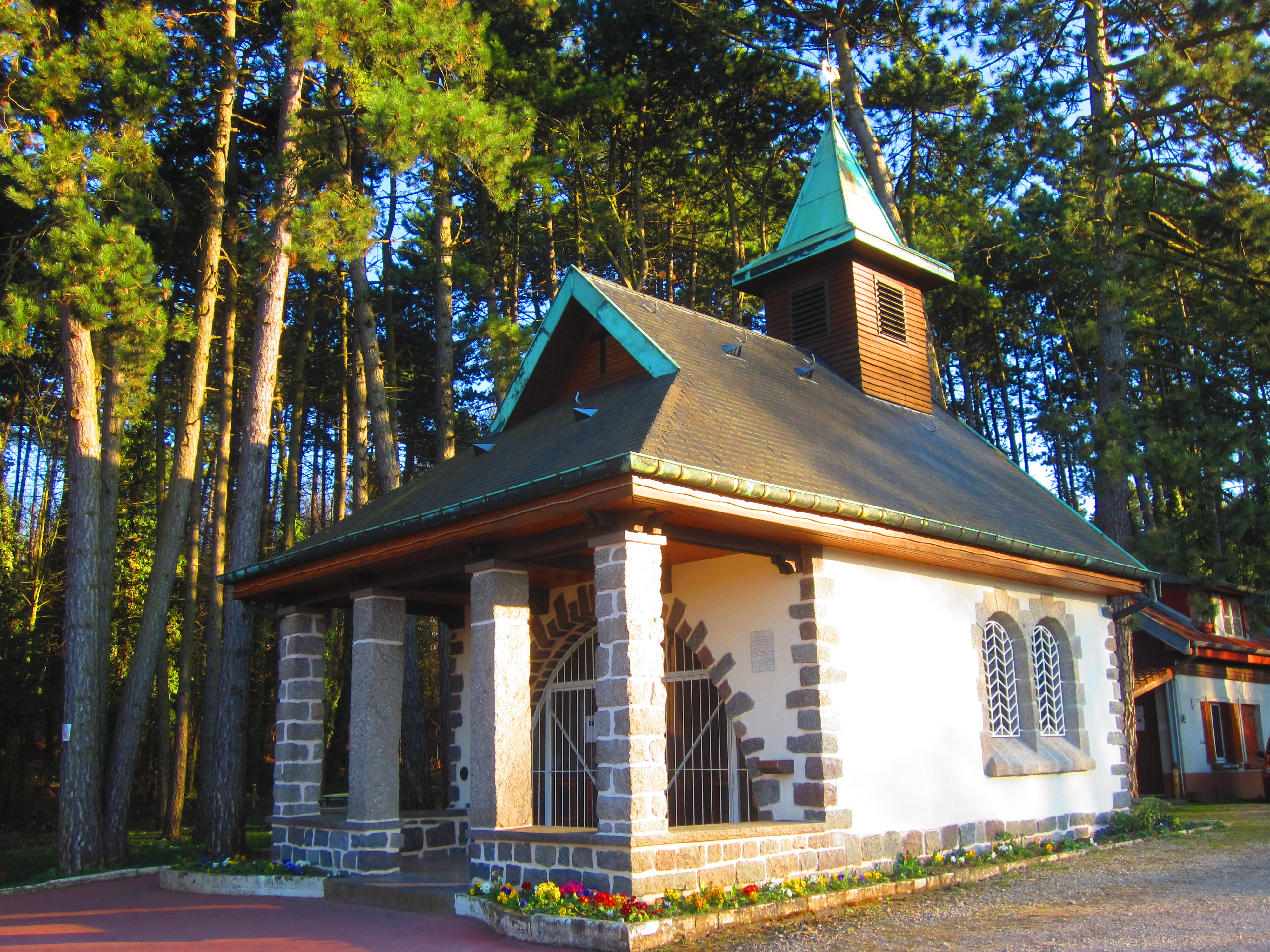
Chapelle Notre-Dame-des-Pauvres.
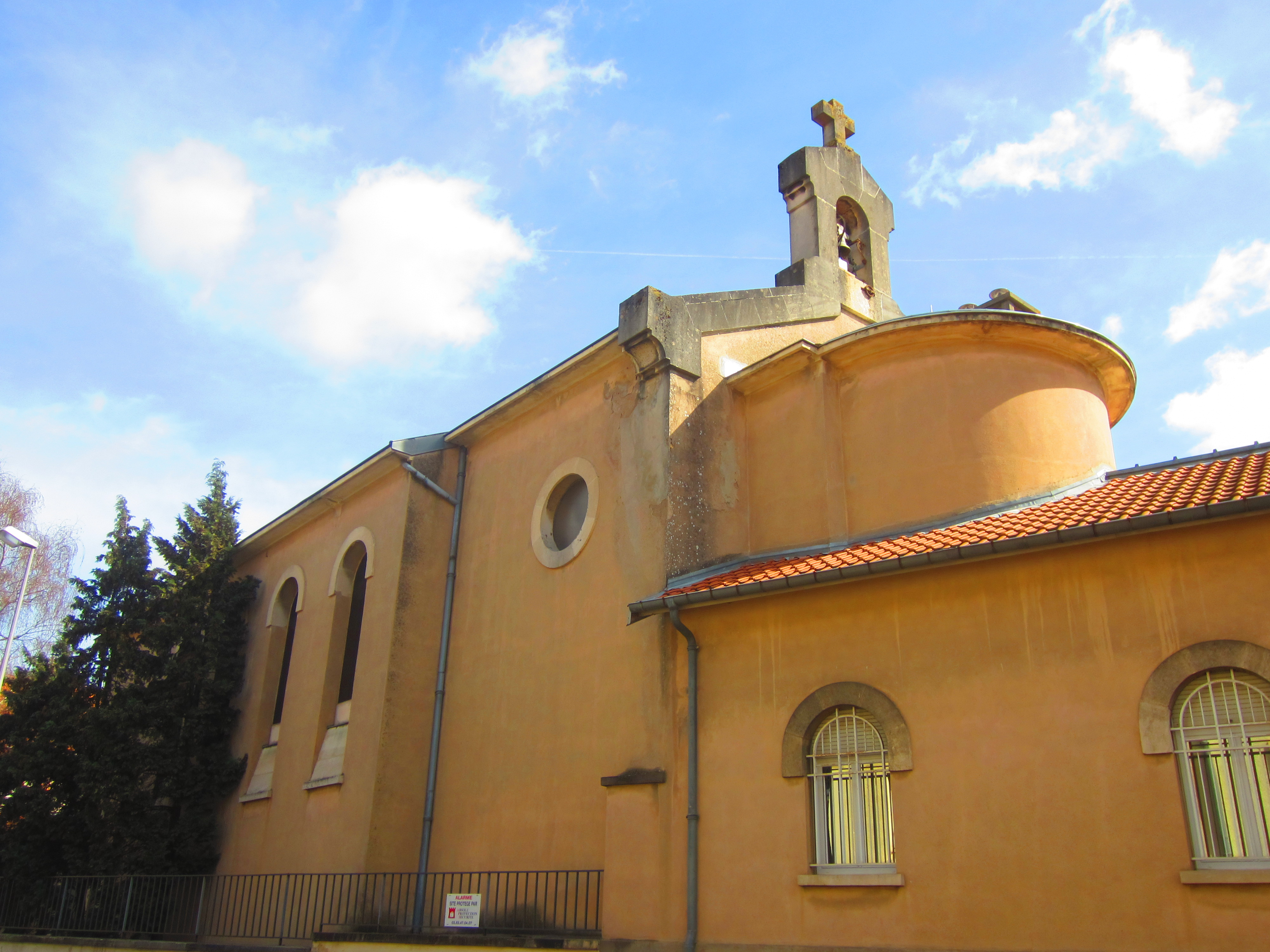
Chapelle Sainte-Claire (monastère des Clarisses).

### Équipements culturels
- France 3 Lorraine.

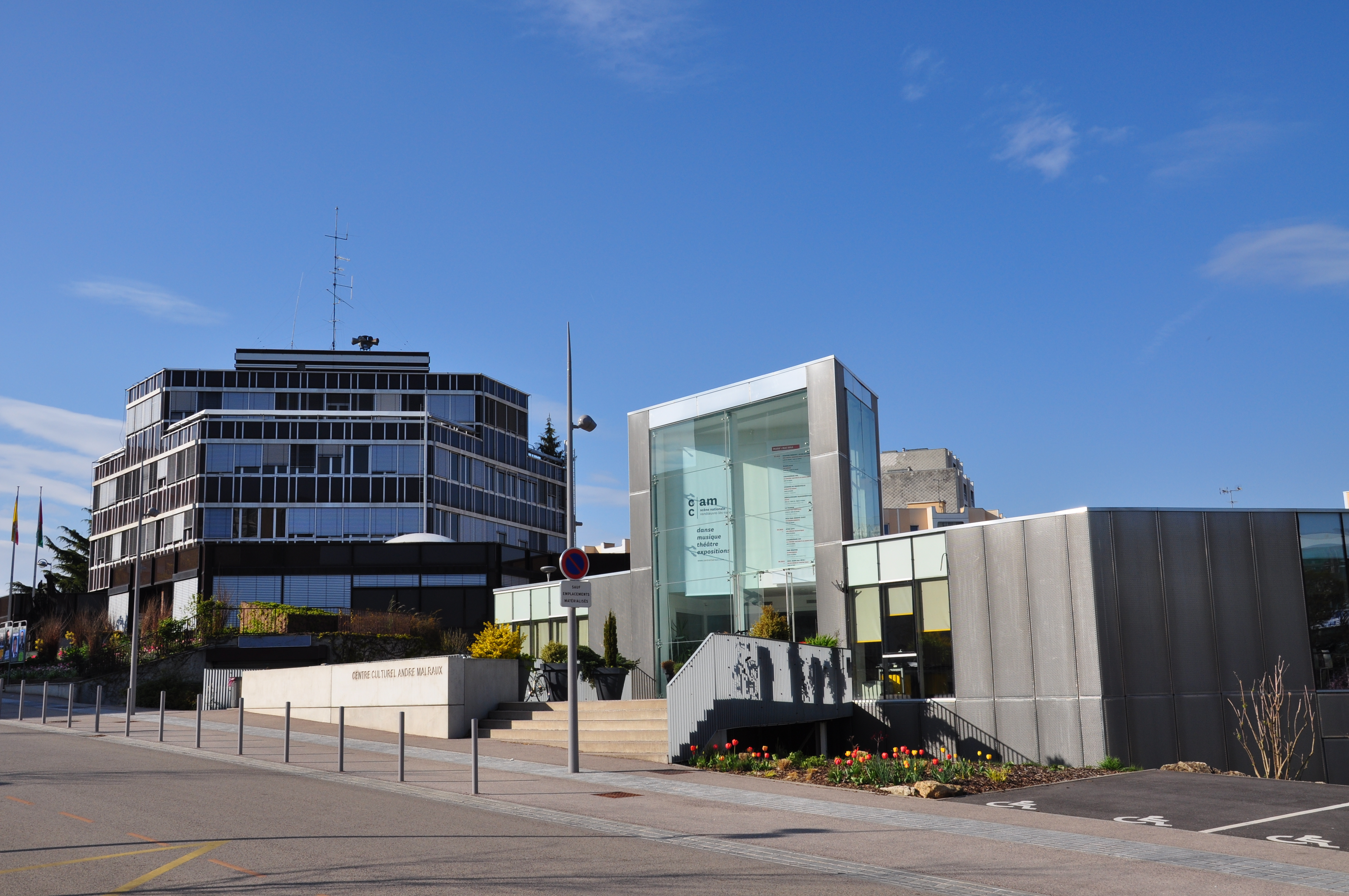
Hôtel de ville et entrée du Centre culturel André-Malraux au premier plan.

- Centre culturel André-Malraux, scène nationale de Vandœuvre-lès-Nancy.
- École municipale de Musique.
- Médiathèque Jules-Verne.

### Personnalités liées à la commune
- Gérald Bronner, sociologue.
- Charles Joseph Buquet (°4 juin 1776 - Charmes (Vosges) - †14 avril 1838 - Vandœuvre-lès-Nancy), général d'Empire.
- Houcine Camara, chanteur révélé par l'émission de télé-crochet Star Academy, a grandi à Vandœuvre-lès-Nancy, où ses parents vivent toujours.
- Michaël Chrétien, joueur de AS Nancy Lorraine, a été formé dès l'âge de 5 ans à l'US-Vandœuvre.
- André Drapp, culturiste, catcheur et fondateur de l'Élysée club.
- Joseph Gilles dit Provençal (1679-1749), peintre, auteur des fresques du plafond de l'église Notre-Dame-de-Bonsecours de Nancy.
- Pierre Gourrier, haltérophile.
- Bertrand Grospellier alias Elky, joueur de poker professionnel, a grandi à Vandœuvre-lès-Nancy.
- Françoise Malaprade, artiste peintre, dont le nom a été donné à la salle du Conseil Municipal.
- Alfred N'Diaye, joueur du Betis Séville, a habité le quartier du Square/La Rue.
- Michel Platini a habité au sein de la tour Montet-Octroi de 1977 à 1978.
- Frédérick Sigrist, humoriste, a grandi à Vandœuvre-lès-Nancy.

### Héraldique
| Blason de Vandœuvre-lès-Nancy | Blason  | De sinople au bâton prieural d'or issant de la pointe de l'écu, accompagné de deux lettres V gothiques d'argent surmontées de deux glands d'or ; au chef cousu de gueules chargé d'un alérion d'argent. |
| Blason de Vandœuvre-lès-Nancy | Détails | C'est vers 1970-1975 que la ville de Vandoeuvre-lès-Nancy adopta ce blason créé par Pierre Dié Mallet. Le bâton prioral de Saint Melaine se trouve entre les deux V majuscules de Vandoeuvre et de Villers-lès-Nancy. Le vert est la couleur abbatiale tandis que les glands rappellent la forêt toute proche. Le chef de gueules à l'alérion d'argent marque l'appartenance de Vandoeuvre au duché de Lorraine. Le statut officiel du blason reste à déterminer. |